# Russisch-Osmanischer Krieg (1877–1878)
Zimnicea – 
Nikopol – 1. Schipkapass  –  Elena – 2. Schipkapass – Plewen – Lowetsch – 3. Schipkapass – Zivin – Kızıl Tepe – Aladscha – Gorni-Dubnik – Kars – Taschkesen – 4. Schipkapass – Plowdiw

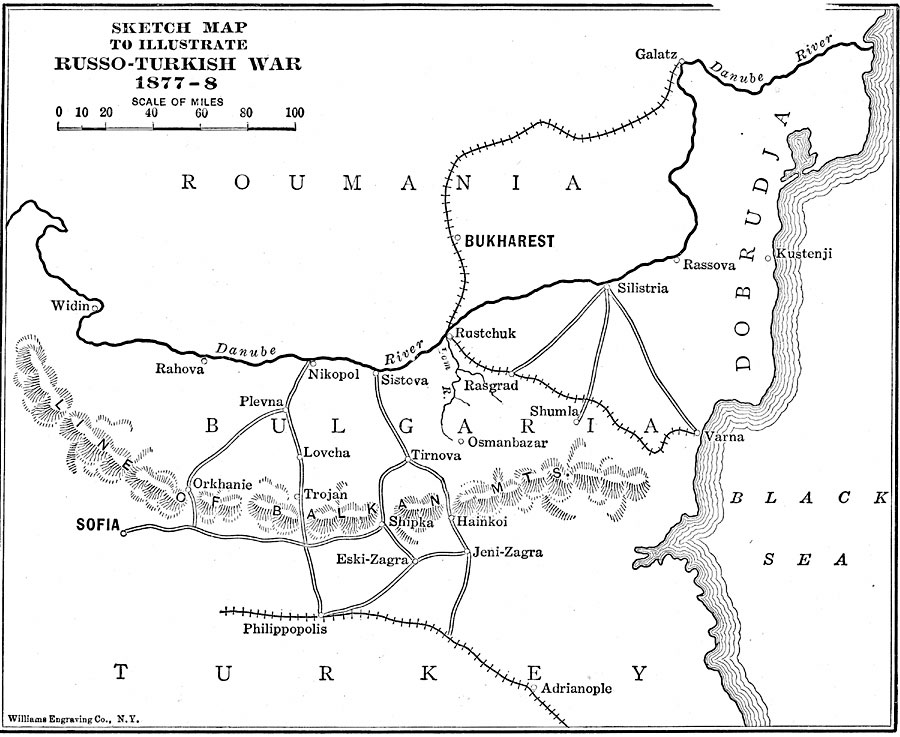
Die Orte, Straßen und Pässe des Kriegsgebietes

Der Russisch-Osmanische Krieg 1877–1878, auch Russisch-Türkischer Krieg 1877–1878 (türk. 93 Harbi wegen des Rumi-Kalenders) genannt, war eine militärische Auseinandersetzung zwischen dem Russischen Kaiserreich, Serbien und Rumänien, und dem Osmanischen Reich. Der Krieg fand überwiegend auf dem Gebiet des heutigen Bulgarien statt und endete mit einem Sieg Russlands, dessen Truppen am Ende der Kampfhandlungen etwa 20 km vor Konstantinopel standen. Da jedoch besonders Großbritannien das Prinzip der Balance of Power und Österreich-Ungarn seinen Einfluss auf dem Balkan durch den Machtzuwachs Russlands gefährdet sahen, wurden die Ergebnisse des russisch-türkischen Friedens von San Stefano auf dem Berliner Kongress teilweise zurückgenommen, vor allem hinsichtlich Bulgariens.
Unmittelbare Auslöser des Krieges waren die osmanischen Repressionen gegen die Serben und die Bulgaren nach dem Serbisch-Osmanischen Krieg sowie dem bulgarischen Aprilaufstand 1876. Russland sah sich seit jeher als Schutzmacht der Christen im Balkan und der Panslawismus forderte auch unter Berufung auf den Pariser Frieden (1856) ein Eingreifen zugunsten der Balkanvölker. Zu den strategischen Zielen Russlands zählte außerdem ein Zugang zum Mittelmeer. Neben Serben und Montenegrinern betrachten besonders die Bulgaren, die im Zuge des Krieges zum ersten Mal seit Jahrhunderten ihre Unabhängigkeit wiedererlangten, dieses Ereignis heute als die zweite Geburt ihrer Nation. In der bulgarischen Geschichtsschreibung spricht man daher offiziell vom Russisch-Türkischen Befreiungskrieg und vom Sieg über die Türken als der Bulgarischen Wiedergeburt. Der Krieg bot auch Rumänien die Gelegenheit, seine volle Unabhängigkeit zu gewinnen. Obwohl es im Gegensatz zu anderen Gebieten des Balkans nie unmittelbarer Teil des Osmanischen Reiches war, stand es zunächst offiziell unter dessen Suzeränität. In der rumänischen Geschichtsschreibung wird der Krieg daher auch als Rumänischer Unabhängigkeitskrieg bezeichnet.
Der Russisch-Türkische Krieg von 1877–1878 war der letzte Krieg zwischen europäischen Großmächten vor dem Ersten Weltkrieg. Mehr als eine halbe Million Soldaten kämpften an zwei Kriegsschauplätzen beiderseits des Schwarzen Meeres. Der Krieg dauerte länger als der Deutsch-Französische Krieg von 1870–1871 und nutzte einige der damals modernsten Waffen.

## Vorgeschichte
In Bosnien-Herzegowina ereignete sich im Sommer 1875 ein Aufstand gegen die Osmanen. Der wichtigste Grund dieser Revolte war die schwere Steuerlast, die der Bevölkerung von der finanziell am Rande des Bankrotts stehenden osmanischen Verwaltung aufgebürdet worden war. Trotz Lockerung der Steuern dauerte der Aufstand bis ins Jahr 1876 an und löste seinerseits den Bulgarischen Aprilaufstand 1876 aus. Die Spannungen in Bosnien und russische Unterstützung ermutigten die Fürstentümer Serbien und Montenegro zu einer Kriegserklärung gegen ihre nominellen osmanischen Herrscher.

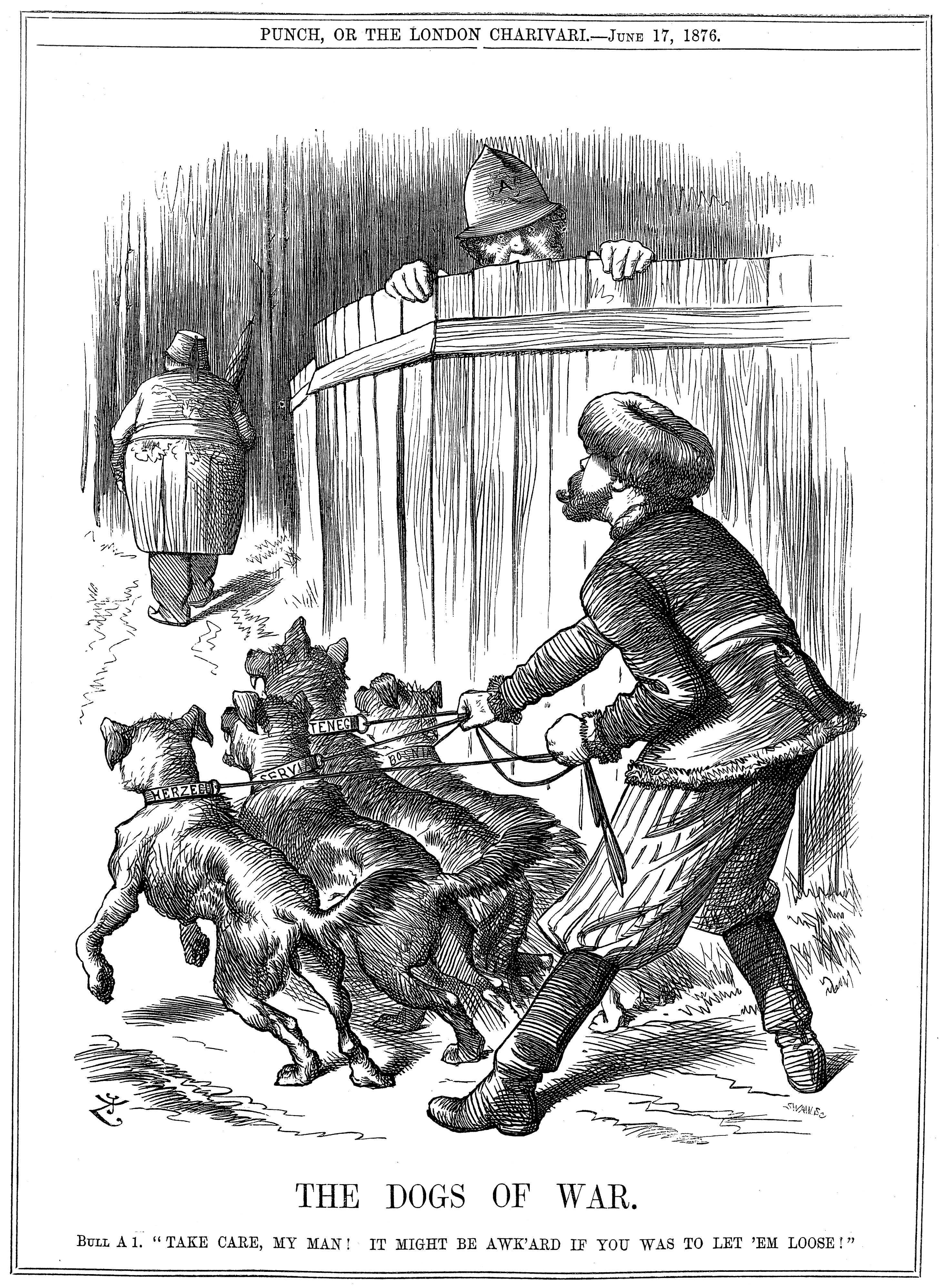
The Dogs of War – eine Karikatur von John Tenniel, die im Juni 1876 im Punch erschien und Russland zeigt, wie es die Balkanländer zurückhält, das Osmanische Reich anzugreifen, während England über den Zaun hinweg zuschaut.

Der Serbisch-Türkische Krieg verstärkte die imperialen Ambitionen der Großmächte Russland und Österreich-Ungarn, so dass am 8. Juli 1876 Alexander Michailowitsch Gortschakow und Gyula Andrássy die Vereinbarung von Reichstadt trafen, mit der sie den Balkan in ihre zwei Einflusssphären aufteilten. Im August 1876 wurde die serbische Armee, in der auch viele russische und bulgarische Freiwillige dienten, von der osmanischen Armee besiegt. Das war für Russland und Österreich-Ungarn die unglücklichste Variante, da sie nun keine guten Aussichten für Gebietsansprüche an das Osmanische Reich hatten.
Während des bulgarischen Aprilaufstandes 1876 kam es zum Massaker von Batak. Es schreckte die westliche Öffentlichkeit auf und wurde zu einem Sinnbild der Grausamkeiten, die die osmanische Armee sowohl in Bulgarien als auch in Serbien an der slawischen Zivilbevölkerung beging. Victor Hugo, Dostojewski, Aksakow, Garibaldi und weitere namhafte Persönlichkeiten protestierten.
Im Dezember 1876 wurde die Konferenz von Konstantinopel abgehalten, auf der die Autonomie und die Grenzen einer oder mehrerer künftiger autonomer bulgarischer Provinzen innerhalb des Osmanischen Reiches diskutiert wurden. Die Osmanen boykottierten die Veranstaltung jedoch und lösten sie schließlich auf. Die Konferenz wurde vom türkischen Außenminister unterbrochen, der die Delegierten informierte, dass das Osmanische Reich eine neue Verfassung angenommen habe. Diese garantiere die Rechte und die Freiheiten aller ethnischen Minderheiten im Osmanischen Reich, und die Bulgaren würden die gleichen Rechte haben wie alle osmanischen Staatsbürger.
Russlands Einstellung gegenüber dem Osmanischen Reich blieb jedoch feindselig, denn die osmanische Verfassung wurde nur als vorgeschobene Scheinlösung betrachtet. Durch diplomatische Verhandlungen im Januar 1877 sicherten sich die Russen die Neutralität Österreich-Ungarns für den Fall künftiger militärischer Auseinandersetzungen. Im Gegenzug sollte Österreich-Ungarn nach diesem Krieg Bosnien und die Herzegowina besetzen dürfen.
Jörg Baberowski weist darauf hin, dass der Zar und seine Minister seinerzeit "Gefangene der öffentlichen Meinung" gewesen seien. Danach habe sich Alexander II gegen den Widerstand seines Finanzministers Michael von Reutern auf das Kriegsabenteuer deshalb eingelassen, weil er glaubte, den patriotischen und nationalen Gefühlen der russischen Medien Folge leisten zu müssen. Treibende Kräfte waren hier vor allem die Birzhevyie Vedomosti (Börsennachrichten), Novoye Vremya (Neue Zeit), Peterburgski Listok (Petersburger Blatt) und die Peterburgskaja Gaseta (Petersburger Zeitung)
In Großbritannien war die öffentliche Meinung hinsichtlich des Balkans gemischt. Trotz weitgehender Sympathie für den bulgarischen Freiheitskampf war Premierminister Disraeli ein erbitterter Gegner eines russischen Machtzuwachses. Er positionierte Großbritannien als Beschützer des Osmanischen Reiches, wie es bereits im Krimkrieg der Fall war. Der britische Diplomat Lord Salisbury handelte mit dem russischen Gesandten Graf Nikolai Ignatjew allerdings ein Kompromissabkommen aus: Bulgarien sollte in eine östliche und eine westliche Provinz, Bosnien-Herzegowina in eine einheitliche Provinz umgewandelt werden und einen hohen Grad an Autonomie erhalten, darunter ein eigenes Parlament und eine eigene Polizei. Serbien wurde die territoriale Integrität garantiert und Montenegro sollte Gebiete in Nordalbanien und Bosnien behalten dürfen, die es im Krieg zuvor erobert hatte.
Die übrigen Mächte waren in ihrer Handlungsfreiheit blockiert, da es in Europa eine breite Zustimmung für ein unabhängiges Bulgarien gab bzw. weil sie mit ihren inneren Problemen beschäftigt waren. Man zweifelte allgemein an den militärischen Fähigkeiten Russlands. Am 31. März 1877 unterzeichneten die europäischen Großmächte das Londoner Protokoll und forderten das Osmanische Reich darin auf, bald Reformen einzuleiten. Sie kündigten an, ihre Vertreter in Konstantinopel darüber wachen zu lassen, ob und wie die türkische Regierung ihre Versprechungen halten werde. Das Osmanische Reich lehnte am 9. April 1877 die Annahme des Protokolls ab.
Im April schloss Russland ein Übereinkommen mit Rumänien ab, nach dem es seine Truppen durch das Land marschieren lassen durfte. Das gleiche Abkommen sicherte Russland den Anschluss des südlichen Bessarabiens zu (das Gebiet war bereits 1812–1856 unter russischer Kontrolle), während Rumänien die nördliche Dobrudscha versprochen wurde.

## Ausgangssituation

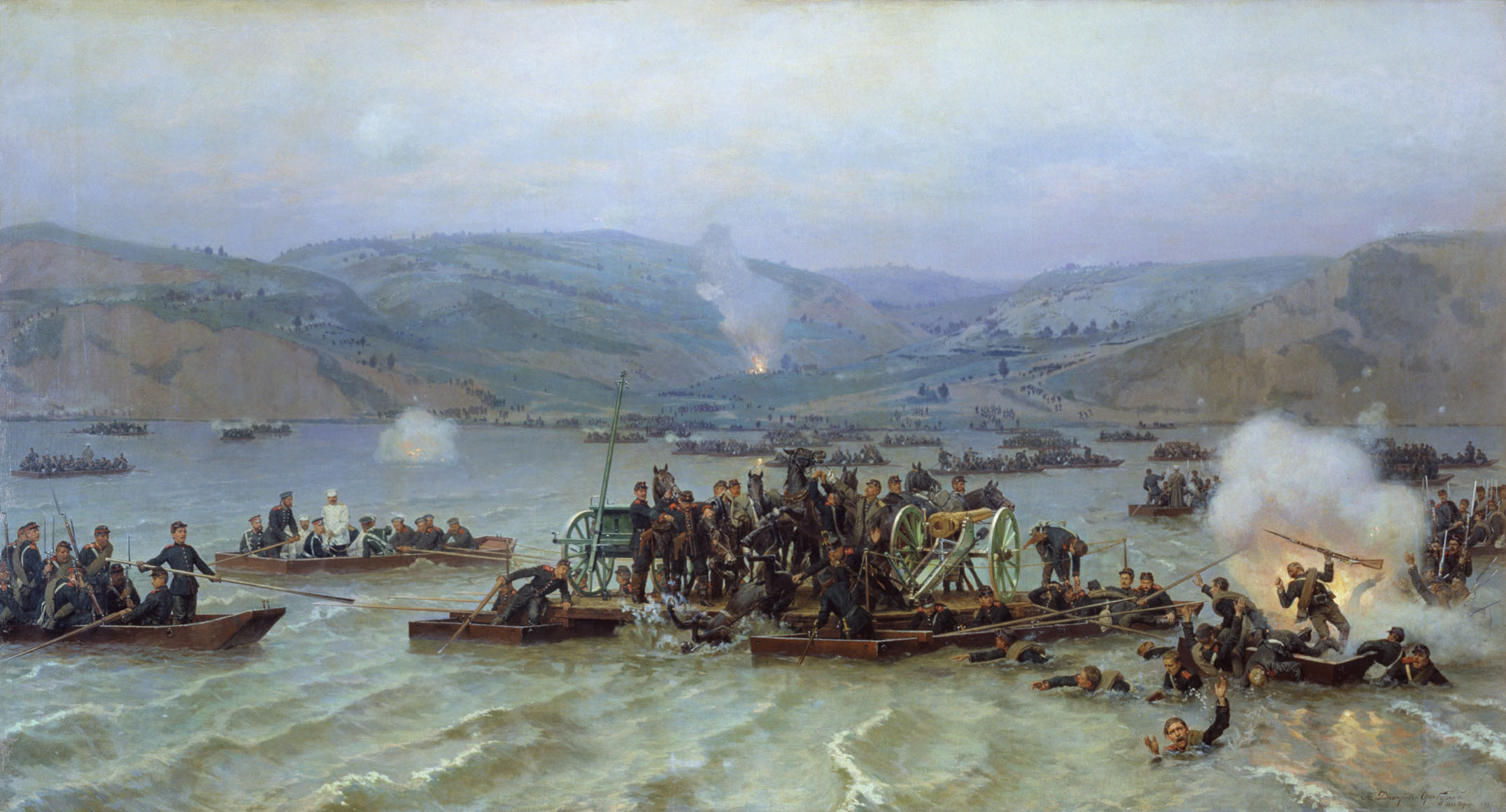
Nikolai Dmitrijew-Orenburgski: Russische Überquerung der Donau in der Nacht vom 26. auf 27. Juni 1877, Gemälde von 1883

Russland erklärte am 24. April 1877 dem Osmanischen Reich den Krieg. Die Russen marschierten in Bessarabien zunächst mit einer Armee von etwa 180.000 Mann (VIII., IX., XI. und XII. Armeekorps) auf, dazu kamen das VII. und X. Armeekorps, die für die Sicherung der Küste des Schwarzen Meeres bestimmt waren. Noch am Abend des 24. April gelang vier Kolonnen der Russen ein fast ungestörter Übergang am Pruth. Generalmajor Skobelew konnte gleichzeitig eine Brücke über den Sereth bei Barboși sichern, die an der Bahnstrecke nach Bukarest verlief.
Durch den Frieden von Paris 1856 wurde in Bessarabien eine künstliche Grenze gezogen, welche an der Grenze zwischen Russland und der Türkei durch das Territorium der Donau-Fürstentümer verlief. Während des folgenden Krieges bauten die Russen eine weitere Bahnstrecke von Bender zum Dnjester nach Galați (Bahnstrecke Bender–Galați). Auch die rumänische Eisenbahnstrecke von Giurgevo zur Brücke bei Zimnicea-Sistova wurde für zukünftige Operationen gegen das Osmanische Reich angelegt.
Die Osmanen unter Abdülkerim Nadir Pascha hatten zum Schutz der 825 Kilometer langen Donau-Front rund 160.000 Mann versammelt, zudem hatten sie die (nach dem Krimkrieg zugesprochene) Kontrolle über das Schwarze Meer. Auch auf der Donau patrouillierten türkische Kanonenboote. Das Donau-Geschwader verlor aber bald das Panzerschiff Lüfti-Dschelil vor Brăila und am 25. Mai den Monitor Hefzi-Rahman bei Matschin durch russische Granaten und Torpedoboote. Aufgrund mangelnder Kampfbereitschaft konnten die Osmanen allerdings die meiste Zeit nur über 25 % ihrer militärischen Ressourcen verfügen. Hinzu kam, dass die osmanische Aufklärung keinerlei Informationen über die russischen Pläne bekommen konnte, sodass die osmanische Führung nichts über die Absichten des Gegners wusste. Daher zogen es die Osmanen vor, in der Nähe ihrer Befestigungen zu bleiben und den Angriff der Russen abzuwarten.
Im Rätselraten über die russischen Pläne machte das osmanische Kommando in Istanbul einen strategischen Fehler: In der Annahme, dass die Russen zu „faul“ wären, die Donau weit entfernt vom Delta zu überqueren und stattdessen den kürzesten Weg über das Donaudelta nehmen würden, obwohl dieses stark befestigt war, stationierten sie die meisten Garnisonen in diesem Gebiet. Im Landesinneren hatten sie an der Donau lediglich eine gut bemannte Festung in Widin, deren Besetzung mit den Truppen von Osman Pascha nur dem Umstand zu verdanken war, dass diese Truppen erst vor kurzem am Krieg gegen Serbien teilgenommen hatten.

## Kaukasus-Front

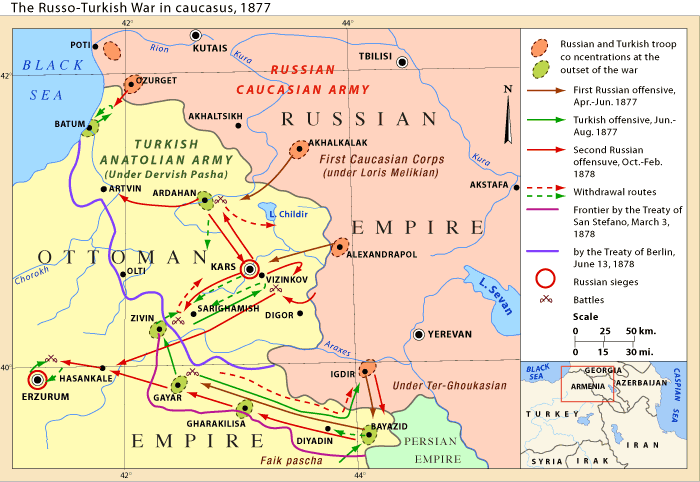
Kriegsschauplatz in Armenien

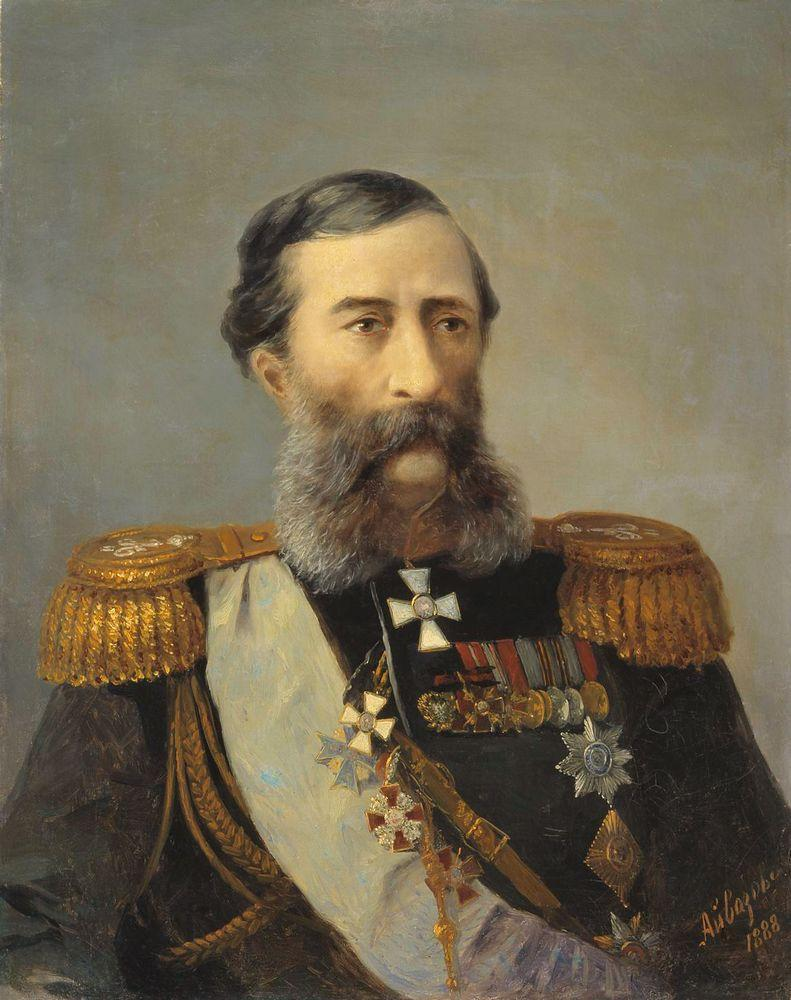
General Michael Loris-Melikow

Die Kampfhandlungen des Russisch-Türkischen Krieges begannen zuerst am Kaukasus, wo die russischen Truppen bereits im April 1877 offensiv wurden. Die Operationen im Kaukasus wurden nach den Plänen von General Obrutschew durchgeführt. Nachdem die entscheidenden Aktionen an der Donau und in Rumelien geplant waren, sollten in der asiatischen Türkei zur Ablenkung schwächere Angriffe in Richtung auf Batumi und Kars geführt werden, mit dem Ziel die türkischen Streitkräfte in Armenien vom europäischen Kriegsschauplatz abzulenken.
Die russische Kaukasus-Armee (anfangs etwa 90.000, später auf 164.000 Mann verstärkt) unter dem nominellen Oberkommando des Großfürsten Michail Nikolajewitsch Romanow konnte während des Krieges durch lokale georgische und armenische Milizen verstärkt werden. Den Russen standen anfangs etwa 57.000 Osmanen mit 162 Geschützen unter dem Oberkommando von Muhtar Pascha gegenüber. Die Stärke aller verfügbaren türkischen Truppen in Anatolien und Armenien betrug etwa 120.000 Mann mit etwa 370 Geschützen.

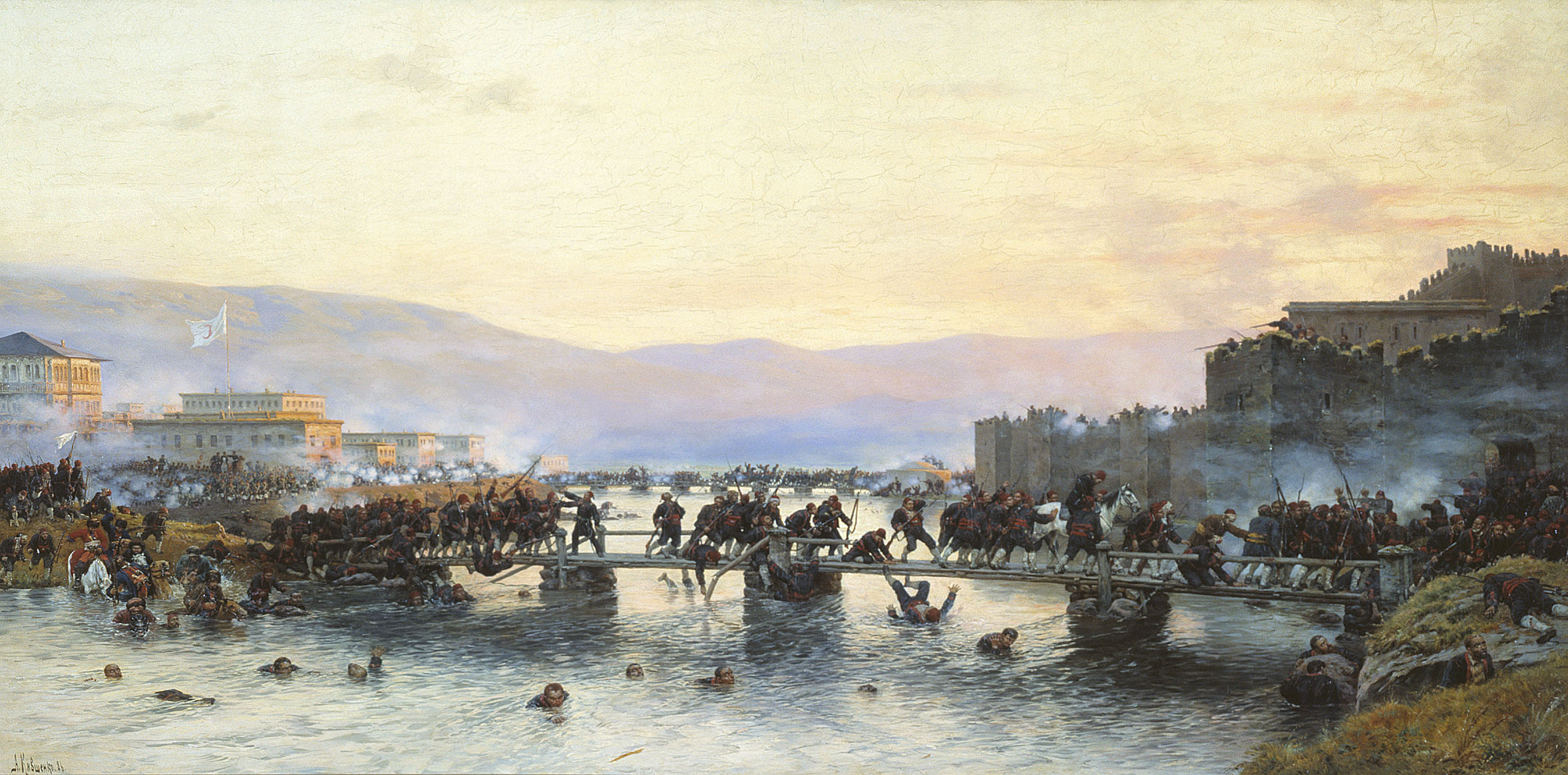
Sturmangriff auf Ardahan am 5. Mai 1877, Gemälde von Alexei Kiwschenko.

### Anfangsverlauf
Unter dem Oberbefehl von General Michail Loris-Melikow überschritten die russischen Truppen die Grenze zum Osmanischen Reich am 24. April 1877 in vier Kolonnen.
- Im Norden aus den Rionetal und Kobuleti hatte das Korps des Generalleutnants Oklobschio (24.000 Mann und 96 Geschütze) den Vormarsch entlang der Schwarzmeerküste nach Batumi zu beginnen; die Kolonne sollte dann versuchen Trabzon zu erreichen.
- Links davon, aus dem Raum Achalkalaki vorgehend, wurde die Division des Generals Dewel (13.500 Mann und 36 Geschütze) gegen Ardahan angesetzt.
- In der Mitte bei Alexandropol hatte sich die russische Hauptmacht unter General Heiman (28.400 Mann und 92 Geschütze) versammelt, um den Durchbruch zur Festung Kars zu erzwingen. Bei dieser Kolonne befand sich auch der Oberbefehlshaber General Loris-Melikow, der Heiman bald nach Ardahan detachierte.
- Schließlich sollte am rechten Flügel das armenische Korps unter Generalleutnant Tergukassow (11.500 Mann und 32 Kanonen) aus dem Raum Igdir auf Bejazet (russ. Баязет, türk. Doğubeyazıt) vorrücken.
- Die allgemeine russische Reserve konzentrierte sich in Abchasien (18.800 Mann und 20 Kanonen), wo sie durch den Befehlshaber des dortigen Küstenschutzes, General Krawtschenko Rückhalt fand, der am 16. Mai den Hafen Suchumi bei Angriffen der türkischen Flotte aufgeben musste.

Das Korps Oklobschio schlug sich am 11. Mai erfolgreich bei Khutzubani, überschritt am 28. Mai den Fluss Kintrischi und lief dann an der türkischen Verteidigung fest. Die Kolonne des Generals Dewel erreichte am 5. Mai die Festung von Ardahan, welche von etwa 9500 Türken unter Hadschi Hussein Pascha gehalten wurde. Als Truppen des Generals Heiman als Verstärkung vom Süden über Pankis heranmarschierten, wurde die Festung Ardahan am folgenden Tag eingeschlossen
und nach mehreren Anläufen bis zum 17. Mai zur Übergabe gebracht.
General Tergukassow gelang im Süden bis zum 29. April die Einnahme von Bajazet, während die Hauptmacht unter General Loris-Melikow unterstützt durch die Kavallerie unter dem Prinzen Tschawtschawadze die erste Belagerung von Kars eröffnete. Bei der Belagerung von Bajazet musste sich die kleine russische Garnison 23 Tage in der Festung von Bajazet gegen die osmanische Armee verteidigen. Die russische Garnison (1650 Mann) widerstand den Angriffen der Osmanen (12.000 Mann) vom 6. bis zum 28. Juni 1877. Viele der Soldaten wurden später mit der Medaille „für die heldenhafte Verteidigung von Bajazet 1877“ ausgezeichnet.

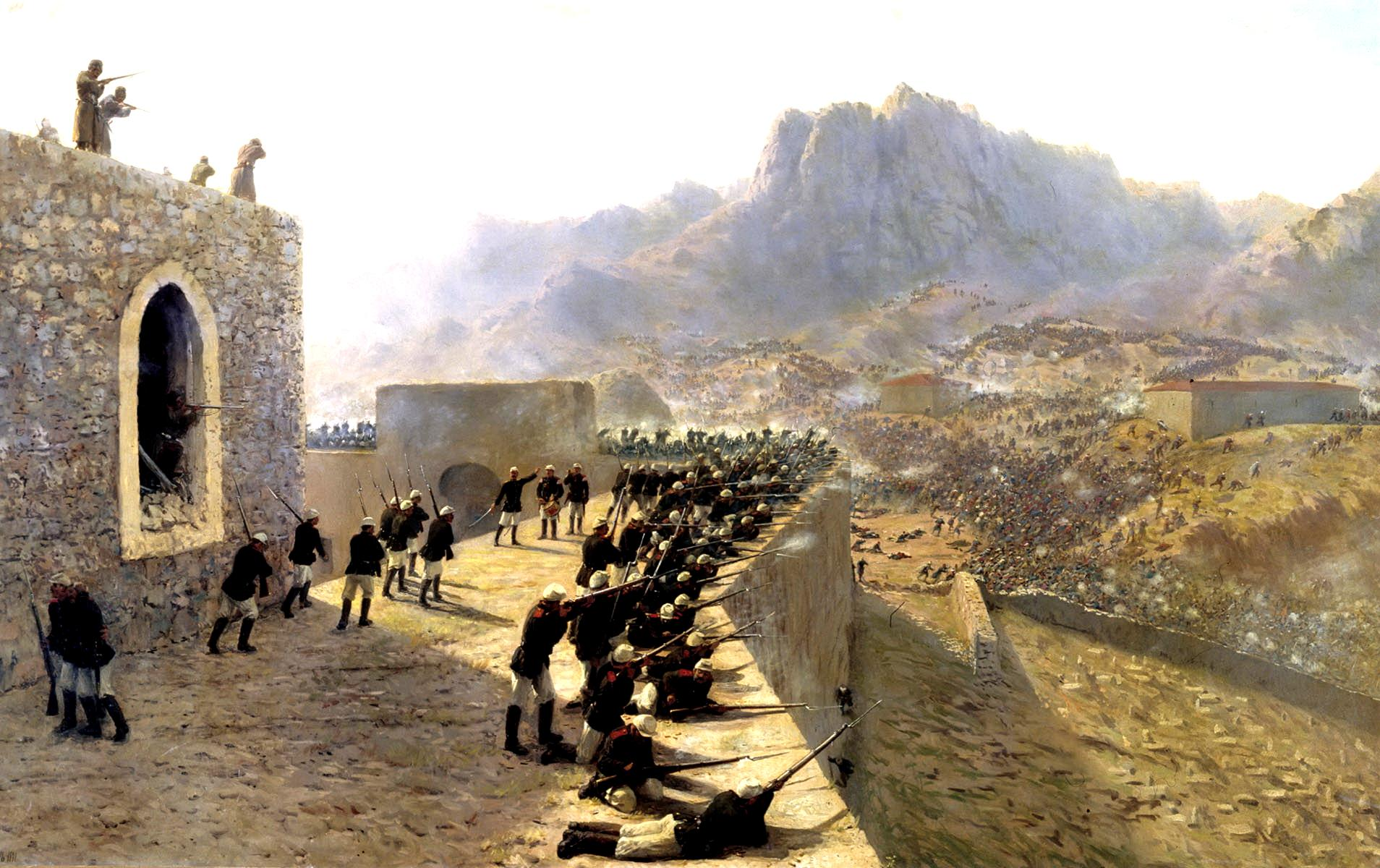
Verteidigung von Bajazet, Juni 1877

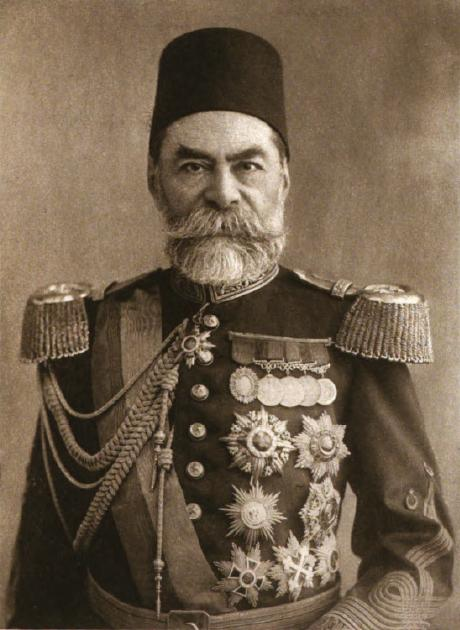
Ahmed Muhtar Pascha

Erst am 9. Juni erschien Großfürst Michael im Hauptquartier von Kürükdara und übernahm persönlich die Leitung der Belagerung von Kars. Muhtar Pascha hatte am Soghanlü-Berg und in dessen Umgebung bereits 35.000 Mann zum Entsatz versammelt, während ein weiteres Korps von 19.000 Mann unter Ismael Pascha einen Angriff der Russen unter General Melikow am 25. Juni bei Zevin zurückwerfen konnte. Als Muhtars Armee gleichzeitig auf Kars vorrückte, beschloss Großfürst Michael, die Belagerung am 9. Juli aufzuheben. Mitte Juli wurden die Russen durch Muhtar Paschas Gegenoffensive gezwungen, zur Verteidigung überzugehen.

### Aufstände in Abchasien und Dagestan
Im russisch kontrollierten Abchasien wurde derweil ab Mai 1877 von den Türken ein Aufstand entfacht, der sich auch bei der muslimischen Bevölkerung in Dagestan und am Terek mit etwa 175.000 Beteiligten ausbreitete. Am 12. Mai landete die türkische Flotte bei Suchumi etwa ein Bataillon an und am 23. Mai wurden 3000 Tscherkessen bei Kap Adler ausgeschifft. Ende Mai war die gesamte Küste von Kap Drandy bis Sotschi, einschließlich Suchumi, in türkischer Hand. Am 1. und 23. Juni wiesen die Russen unter General Alchasow weitere Landungsangriffe bei Sotschi und Itori zurück. Am 23. Juni siegte Alchasow bei Merguli und nahm am 27. Juni das verlorene Otschomschiri wieder zurück. Nach der am 19. August gestarteten russischen Gegenoffensive fiel Suchumi am 31. August wieder in russische Hände. Im Westen von Dagestan operierte gegen die aufständischen Bergvölker die Kolonne des Generalleutnants Smekalow, welche am 24. Oktober 1877 das Dorf Telitl zerstörte.

### Zweite Angriffsphase
In Armenien trat nach den Abwehrerfolgen der Türken eine längere Periode des Stillstandes ein, bis die Truppen unter Loris-Melikow durch zwei Divisionen aus Europa verstärkt worden waren. Die Osmanen hatten gut befestigte Verteidigungsstellungen bezogen und versperrten den bei Kürükdara konzentrierten Russen zwischen dem Aladscha-Dagh und dem Kleinen Yagni den Zugang zur Festung Kars. Am 25. August wurde in der Schlacht von Kizil-Tepe ein zwölfstündiger türkischer Angriff zwar abgewiesen, aber die wichtige Position von Baschkadiklar dicht vor den eigenen Stellungen ging verloren. Unter der Führung von General Lasarew (1821–1879) stießen die Russen dann im Gegenschlag am 2. – 4. Oktober (20. bis 22. September) tief in die Flanken der osmanischen Verteidigung vor. Die ersten russischen Frontalangriffe auf die türkischen Stellungen endeten erfolglos mit 3700 gefallenen Russen und 4700 gefallenen Türken.
Trotz seiner erfolgreichen Position beschloss Muhtar Pascha, sich Mitte Oktober wegen des bevorstehenden Winters mit seinen Truppen zurückzuziehen und die besser befestigte Winterstellung in Kars zu beziehen. Die folgende Schlacht im Aladscha-Gebirge (russ. Аладжа; Aladschahöhen) brachte die entscheidende Wende des Krieges in Armenien. In der Schlacht von Aladscha (15. Oktober) standen 56.000 Russen mit 200 Kanonen unter Großfürst Michail Nikolajewitsch Romanow 38.000 Osmanen mit 74 Kanonen unter Muhtar Pascha gegenüber. Als sich der Abmarsch der osmanischen Truppen abzeichnete, begann die russische Führung sofort mit neuen Angriffen. Diesmal wurden die russischen Frontalangriffe mit tiefen Vorstößen an den Flügeln kombiniert. Die Russen drangen in die rückwärtigen Gebiete der Osmanen ein und nahmen Awlijar (russ. Авлияр) im Sturm. Das spaltete die osmanischen Truppen in zwei Teile. Ihr rechter Flügel war eingekesselt und ihr linker Flügel begann einen ungeordneten Rückzug nach Kars. Die Türken verloren fast die Hälfte ihrer Truppen (5000–6000 Tote und Verwundete; 8500 Gefangene; 3000–4000 Deserteure). Die Russen verloren bei ihrem zweiten Sturm 1500 Soldaten. In der Schlacht von Aladscha nutzten die Russen erstmals den breiten Einsatz von Telegrafen, um ihre Truppen zu führen. Für diese Schlacht erhielt Großfürst Michail Nikolajewitsch Romanow den Orden des Hl. Georg 1. Klasse.
Den zurückweichenden türkischen Truppen setzte der russische General Heiman mit seinen Truppen nach und fügte ihnen am 23. Oktober 1877 bei Debe-Bojnu eine Niederlage zu. Daraufhin zogen sich die türkischen Truppen nach Erzurum zurück. Darauf konnten die Russen in der Schlacht von Kars die türkische Festung Kars im Sturm einnehmen. Am 17. November brach Loris-Melikow an den östlichen Befestigungen ein und eroberte die Festung. Dadurch wurde die Garnison, die unter dem Kommando von Hussein Pascha stand, abgeschnitten. Hussein versuchte sich den Weg heraus zu kämpfen, was ihm aber nur mit einer kleinen Anzahl an Soldaten gelang. In den darauffolgenden Wochen griffen sie Richtung Erzurum an. Bevor sie die Stadt erreichten, war der Krieg jedoch zu Ende. Entsprechend dem Friedensvertrag mit den Türken zogen die Russen im Februar 1878 in Erzurum ein, mussten jedoch die Stadt nach dem Berliner Kongress wieder räumen.

### Seekrieg
Die russische Flotte unter Makarow und Roschestwenski war mit ihren Minenlegern aktiv und engte die nach außen mächtig wirkende türkische Flotte in ihrer Bewegungsfreiheit ein. Einige russische Angriffe an der Donau und an der Kaukasusküste lähmten das osmanische Flottenkommando. Die türkischen Schiffe wurden letztlich zum Bosporus zurückgezogen.
Während dieses Krieges fanden – abgesehen von den Ereignissen 1863/64 im Laufe des amerikanischen Bürgerkriegs – die ersten kriegerischen Einsätze von Torpedos statt: Am 25. und 26. Mai 1877 versenkten russische Torpedoboote in der Donaumündung bei Brăila den türkischen Küstenmonitor Seifi. Ein weiterer Erfolg gelang ihnen am 26. Januar 1878 vor Batumi mit der Versenkung des türkischen Kanonenbootes Intaban mit zwei Whitehead-Torpedos. Der Harvey-Torpedo wurde während dieses Krieges nur einmal angewendet, ohne aber dabei zur Zündung zu gelangen.

## Krieg auf dem Balkan

### Kämpfe an der Donau

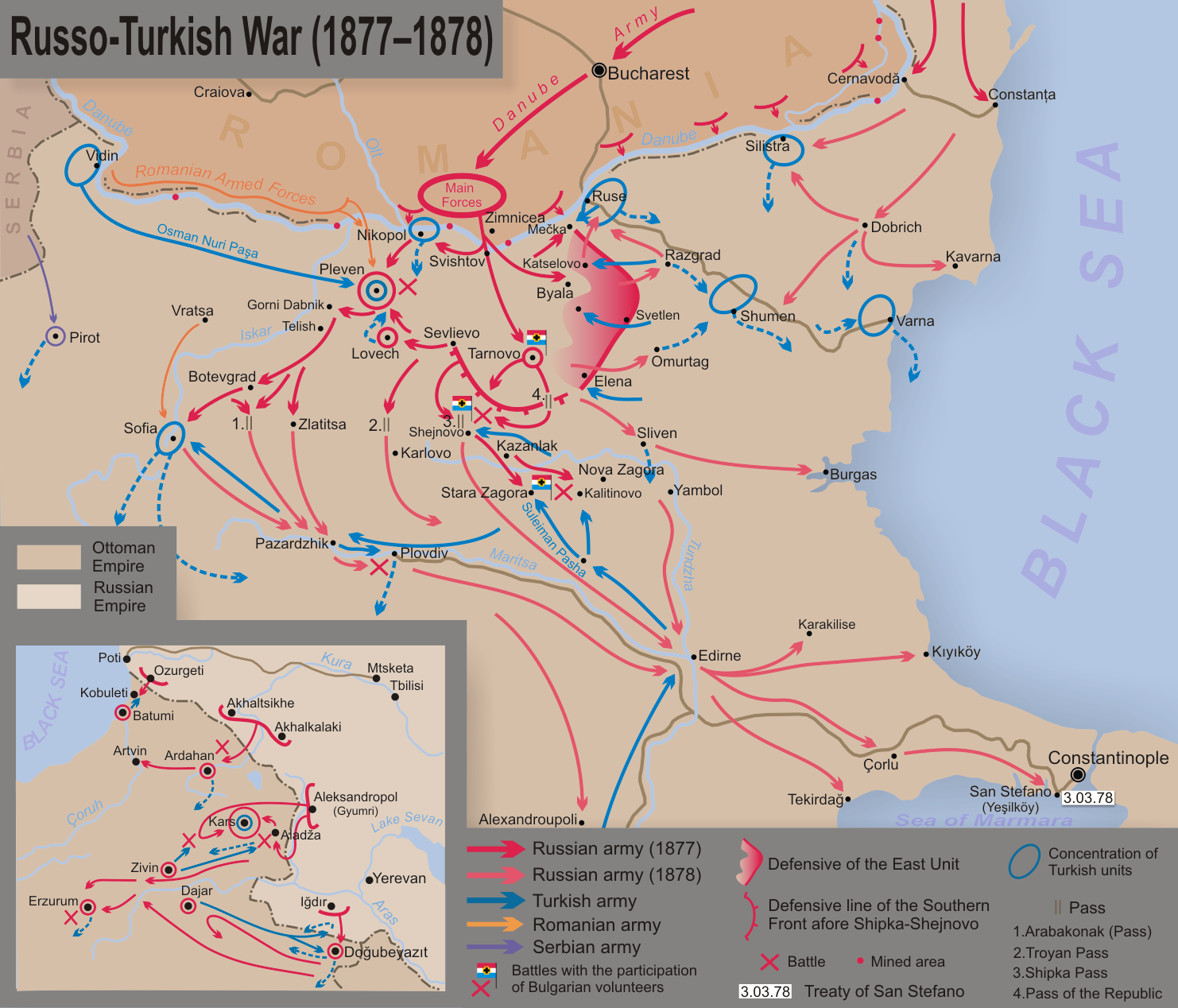
Übersicht über den Kriegsschauplatz auf dem Balkan und im Kaukasus

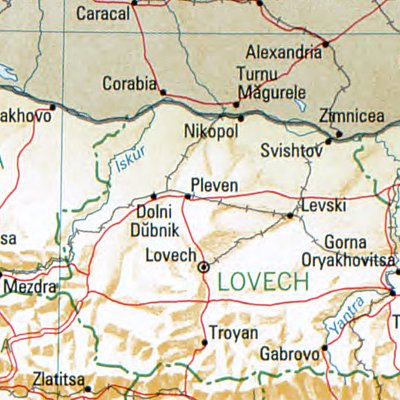
Swischtow an der Donau – Nikopol an der Donau – Plewen in Nordbulgarien

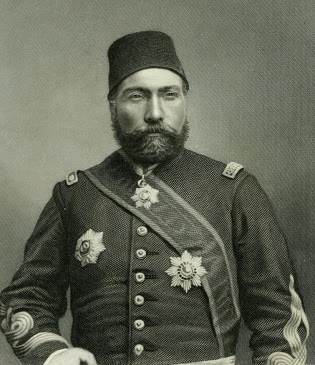
Nuri Osman Pascha

Zu Kriegsbeginn gelangen den Truppen der russischen Donauarmee unter Oberbefehl von Großfürst Nikolai Nikolajewitsch mehrere wichtige Erfolge. Am 25. April 1877 bemächtigten sie sich der wichtigen Eisenbahnbrücke über den Sereth im Raum Brăila und bauten bei Galați Batterie-Stellungen auf, welche den dortigen Donau-Abschnitt bald vollständig beherrschten. Die Russen konnten ohne große Gegenwehr am 11. und 25. Mai mehrere türkische Kanonenboote versenken und den Fluss verminen; sie beherrschten damit die Donau-Einfahrt vom Schwarzen Meer her. Die Überquerung der Donau war jetzt an jedem beliebigen Punkt möglich, ohne dass Gegenwehr zu befürchten war. Das türkische Oberkommando war trotz dieser Situation nicht nachhaltig alarmiert und beharrte weiterhin auf seinen bisherigen Operationsplänen. Im Raum Galatz und Brăila setzte das russische XIV. Armeekorps unter General Zimmermann am 22. und 23. Juni mit Kähnen über die Donau und besetzte bis 26. Juni Isaktscha, Tulcea und Hârșova. Diese schwache Demonstration bestärkte die Osmanen in ihrer Vermutung, dass eine große russische Streitmacht eher direkt gegen die Mitte der starken osmanischen Befestigungen an der mittleren Donau-Linie zu erwarten wäre.

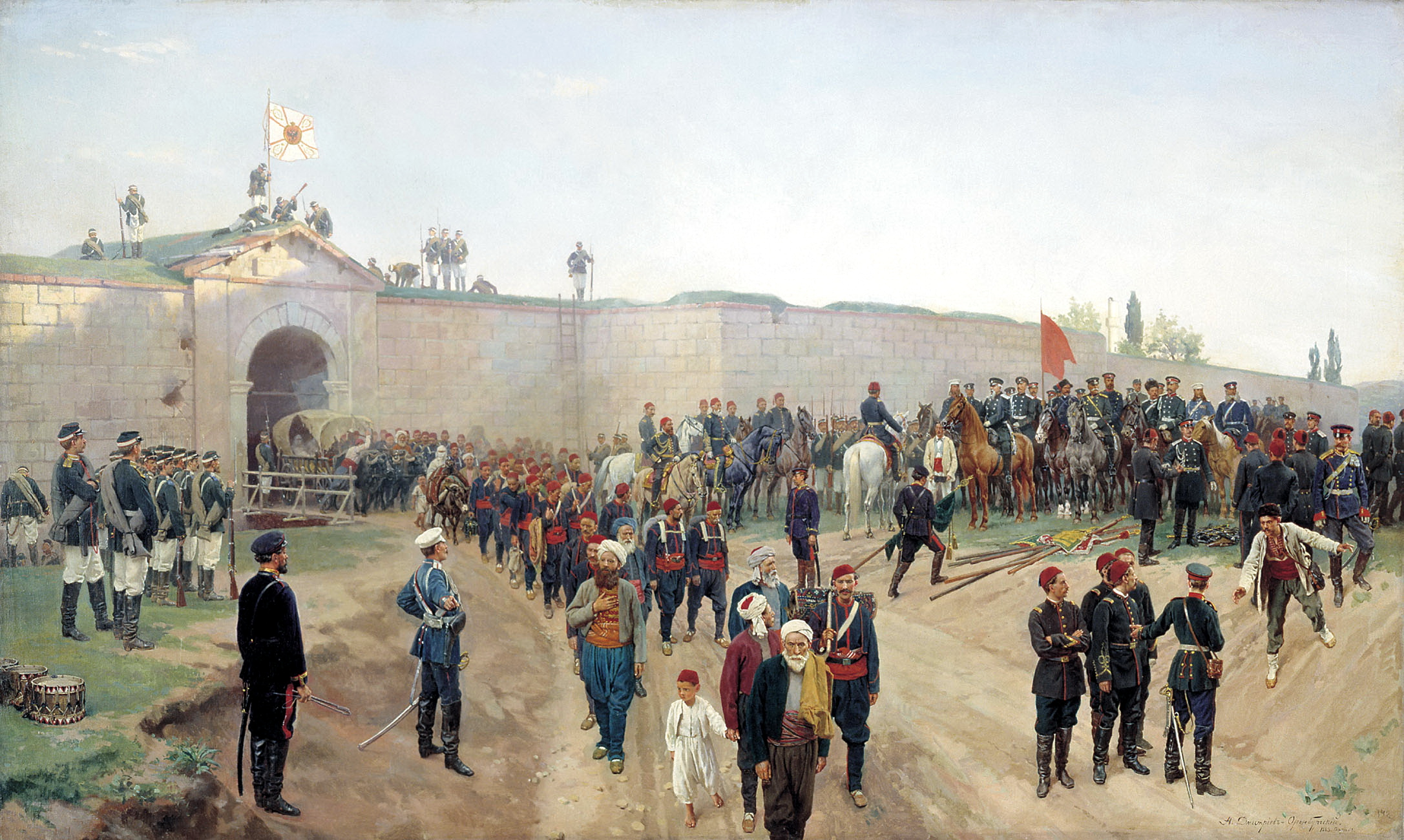
Nikolai Dmitrijew-Orenburgski: Türkische Kapitulation in Nikopol, 1883

Die russische Hauptarmee überbrückte am 26. Juni bei Zimnicea (rumänische Seite)/Swischtow (bulgarische Seite) unbehindert die Donau auf Kähnen. Am folgenden Tag begann das VIII. Armeekorps unter General der Infanterie Radezki mit der 14. Division (General Dragomirow) mit der Überquerung. Es wurden sehr schnell Truppen und Material auf das rechte, bulgarische Donauufer überführt. Die Militäroperation verlief für die russische Seite erfolgreich, General Michail Skobelew organisierte den Ausbau des Brückenkopfes am anderen Flussufer, Swischtow wurde schnell eingenommen und eine stabile Pontonbrücke errichtet. Am 3. Juli ging das 12.000 Mann starke Korps unter General Gurko über die Brücke und begann als Avantgarde den Vormarsch auf Tarnowo und Selvi zur Überschreitung des Balkangebirges, am 17. Juli stand dieser vor dem Schipkapass. Zur Deckung der östlichen Flanke der Hauptangriffs-Truppen wurde durch den russischen Thronfolger Alexander Alexandrowitsch das XII. und XIII. Armeekorps unter Großfürst Wladimir Alexandrowitsch und Baron Hahn gegen den Donau-Abschnitt bei Schumla und Rustschuk (Russe) eingesetzt. General Schuwalow war derweil mit seiner 2. Garde-Division südwärts vorgegangen und erkämpfte am 12. Juli in der Schlacht bei Elena ebenfalls den Zugang zum Gebirge.
Am 15. Juli wurde das XI. Armeekorps (General Schachowskoi) auf das rechte Donau-Ufer nachgezogen und zwischen Tirnova und Osmanbazar in Stellung gebracht. Am rechten Flügel der Donauarmee war das IX. Armeekorps unter General Krüdener westwärts in Richtung Nikopol vorgegangen und lieferte dort den Türken am 16. Juli ein siegreiches Treffen. In dieser Gegend befanden sich keine bedeutenden osmanische Verbände. Das türkische Oberkommando befahl Osman Pascha mit seinen Truppen aus Widin, in diese Richtung zu marschieren und die in der Nähe liegende Festung Nikopol zu besetzen. Auf dem Weg dorthin erfuhr Osman Pascha, dass die Festung bereits von den Russen besetzt worden war, und drehte nach Plewen (von den Russen bis ins 20. Jahrhundert als Plewna bezeichnet) ab. Osman Pascha konnte sich gerade noch rechtzeitig mit seinen Truppen in Plewen verschanzen und am 20. Juli einen Angriff der Russen unter General Schildner-Schuldner abwehren.
Mit dem Einmarsch der Russen kam es zu massenhaften Erhebungen der bulgarischen Bevölkerung gegen die türkischen Besatzer, nachdem es bereits während des Aprilaufstandes zu Aufständen der Bulgaren gekommen war. Diese wurden von den Türken mit aller Härte niedergeschlagen. Bereits vor Kriegsbeginn und im weiteren Kriegsverlauf schlossen sich viele bulgarische Freiwillige (bulg. Opalchentsi, Opoltschenie) der russischen Seite an.
Auf der russischen Seite kämpfte neben den Rumänen auch ein starkes finnisches Bataillon, da Finnland zu dieser Zeit Teil Russlands war. Weiterhin nahmen über 12.000 bulgarische Freiwillige teil, die sich immer mehr aus den Bewohnern befreiter Gebiete rekrutierten. Gegen Kriegsende griffen am 14. Dezember auch serbische Truppen in die Kämpfe ein.

### Erster Balkan-Übergang Gurkos

#### Vorstoß über Tarnowo nach Stara Sagora

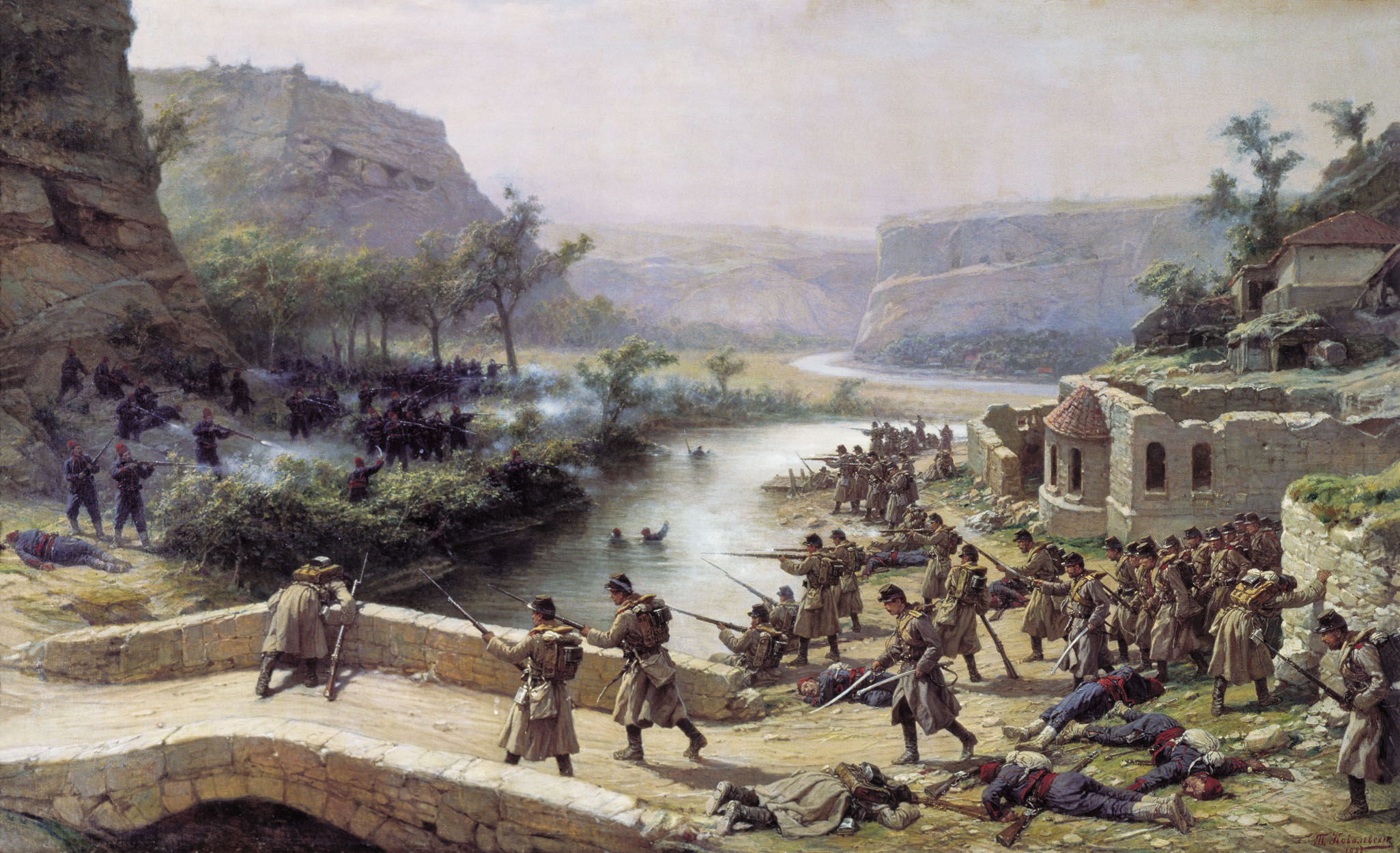
Pawel Kowalewski: Der Kampf in der Nähe von Iwanowo-Tschiflik, 1877

Das Balkangebirge (oder kurz Balkan genannt, dann aber evtl. auch mit der Bedeutung Balkanhalbinsel) erstreckt sich 600 km in Ost-West-Richtung durch Bulgarien (und Serbien) und teilt Bulgarien in Nordbulgarien und Südbulgarien. Für einen Feldzug gegen die Hauptstadt des Osmanischen Reiches mussten die russischen Truppen unbedingt die Balkanpässe überqueren.
Den Russen unter General Josef Gurko gelang die Eroberung der Pässe der Stara Planina, die für militärische Manöver eine außerordentliche strategische Bedeutung hatten. Gurkos Avantgarde bestand aus 12.500 Soldaten mit 40 Geschützen. Sie wurden von bulgarischen Freiwilligen unterstützt. Er hatte zunächst die Aufgabe, die Stadt Tarnowo einzunehmen. Diese hatte eine strategische Schlüsselposition, da sie im mittleren Teil Nordbulgariens lag und nördlich des Balkangebirges in der Nähe der Balkanpässe (des mittleren Balkangebirges). Nachdem die russischen Truppen den Sturm auf Tarnowo begonnen hatten, gaben die osmanischen Truppen am 7. Juli 1877 überraschend die Stadt auf. Mit der Einnahme von Tarnowo sicherten sich die russischen Truppen einen wichtigen Stützpunkt für ihre weiteren Angriffe.

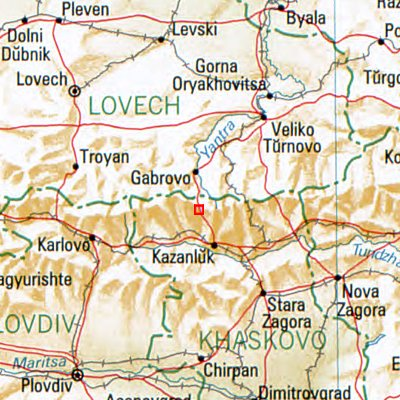
Stara Sagora in Südbulgarien – Weliko Tarnowo in Nordbulgarien – dazwischen der Schipkapass im Balkangebirge (rotes Viereck)

Alle größeren und wichtigeren Pässe des Balkangebirges wurden von osmanischen Truppen bewacht. Deshalb beschloss General Gurko, mit seinen Truppen seinen Weg nach Stara Sagora – südlich des Balkangebirges – über den kleineren, unbewachten Balkanpass Chainboas fortzusetzen.
Am 22. Juli nahmen die russischen Truppen unter General Gurko Stara Sagora ein. Dieser Ort wurde jedoch am 31. Juli von den Türken nach schweren Kämpfen durch Truppen unter Süleiman Pascha zurückerobert. Süleimans Truppen setzten den geschlagenen Truppen sofort nach, Gurkos Truppen mussten bis 8. August wieder über das Gebirge nach Tarnovo zurückgehen.
Nach der Einnahme von Kasanlak am 18. August und des Dorfes Schipka am 19. August, wandten sich die türkischen Truppen von Süleiman Pascha dem nahegelegenen, strategisch wichtigen Balkanpass – Schipkapass – zu, um das Balkangebirge Richtung Norden zu überqueren.

#### Schlacht am Schipkapass

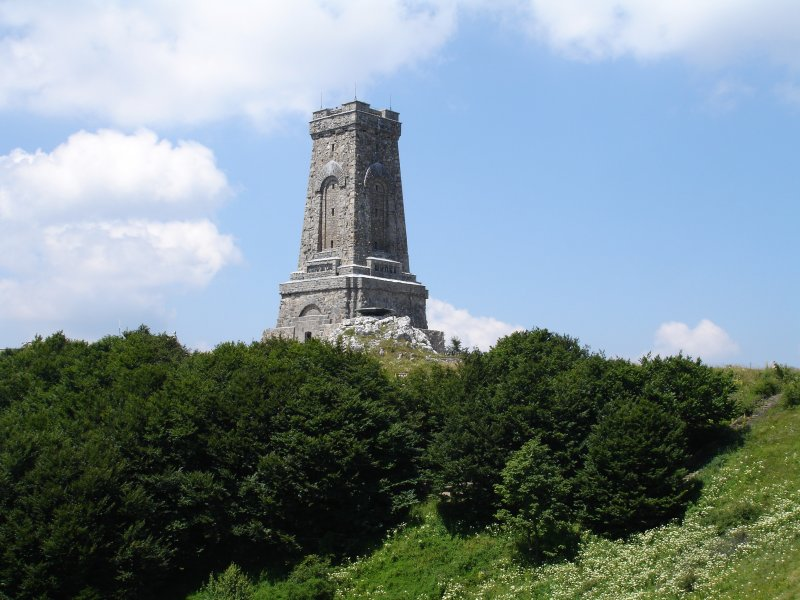
Schipkadenkmal am Schipkapass im Balkangebirge

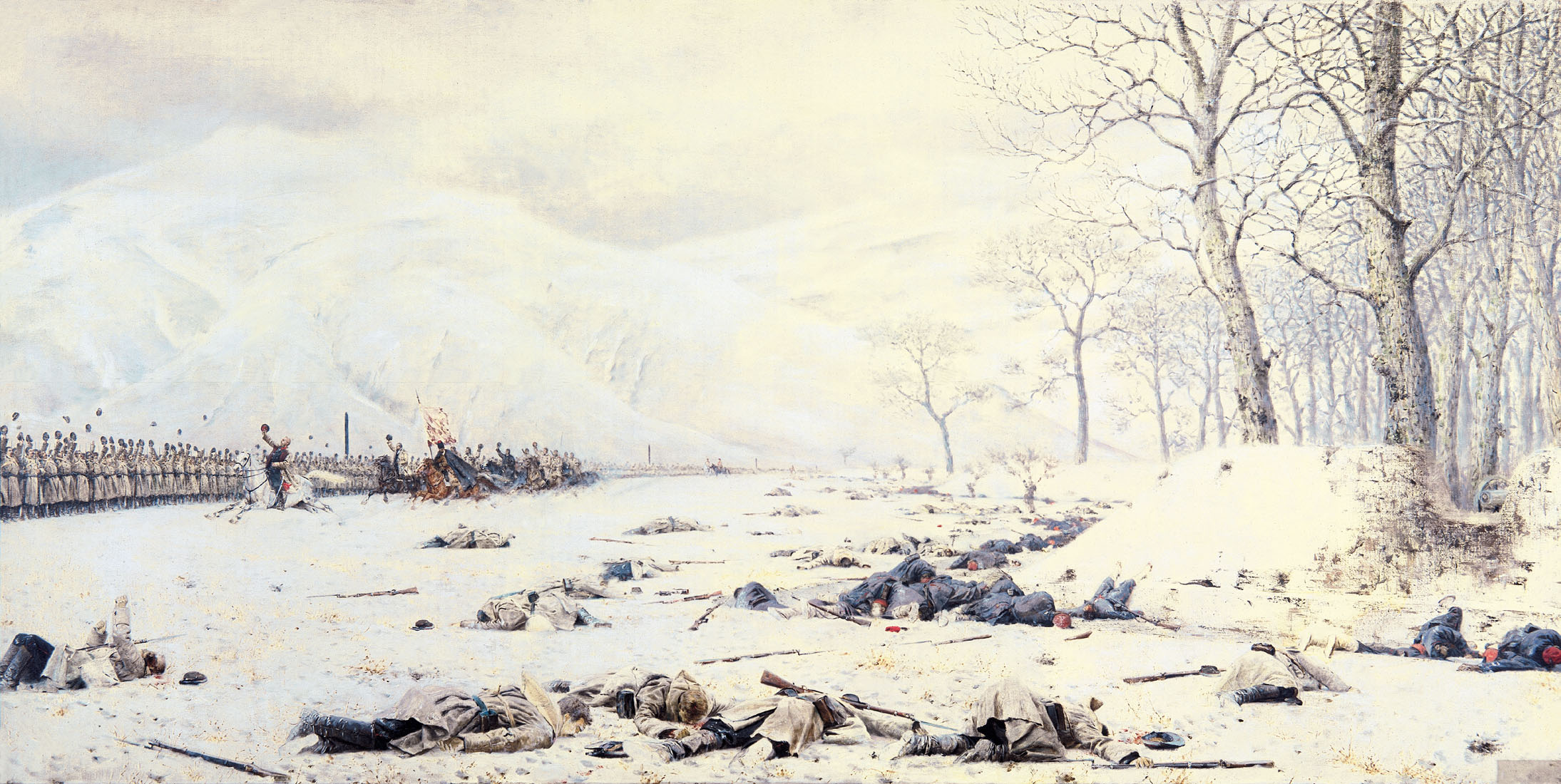
W. W. Wereschtschagin: Schlachtfeld nahe Schipka

Die nächsten großen Kämpfe fanden am wichtigen Schipkapass statt, an dem insgesamt vier Schlachten stattfanden. In der ersten Schlacht am 17. Juli gelang es den Russen, den Schipka-Pass einzunehmen. In den nächsten beiden Schlachten am 30./31. Juli und 21. August 1877 konnten die zahlenmäßig unterlegenen russischen Verteidiger erbitterte türkische Erstürmungsversuche unter großen Verlusten für die Türken abwehren.
Nach der Einnahme des Dorfes Schipka am 19. August machten sich die türkischen Truppen unter Süleiman Pascha auf den Weg zum 5 km entfernten Schipkapass. Dieser war der größte und wichtigste Zugang nach Südbulgarien und weiter zum Bosporus – dem Hauptziel der Russen sowie der Hauptstadt des Osmanischen Reiches – Konstantinopel (heute Istanbul). Der Schipkapass war jedoch bereits von kampfbereiten russischen Truppen, die von bulgarischen Freiwilligen verstärkt wurden, besetzt.
Die opferreichste Schlacht am Schipka-Pass begann am 21. August 1877. Die Türken hatten nach ihrem Sieg in Stara Sagora keinen größeren Widerstand mehr erwartet und wollten ohne größere Anstrengungen die höchsten Punkte des Schipkapasses besetzen – die beiden Gipfel Hl. Nikola (Sweti Nikola; heute: Stoletow, 1.327 m) und Schipka. Danach sollte der Angriff auf Nordbulgarien beginnen. Auf russischer Seite wurde der Schipkapass von 10 Kompanien des 36. Orlowski-Infanterieregiments, 4 Kosaken-Hundertschaften, sowie 5 Abteilungen bulgarischer Freiwilliger verteidigt. Das ergab auf russischer Seite insgesamt 6000 Mann und 25 Kanonen. Sie wurden am zweiten Tag der Kämpfe durch Truppen aus dem 35. Brjansker-Infanterieregiment verstärkt. Die Verteidigung des Schipkapasses wurde zunächst von General Stoletow (1834–1912) kommandiert, wo auch das neu formierte bulgarische Korps eingesetzt wurde. Die Türken unter Süleiman Pascha boten gegen die Verteidiger des Passes 49 Bataillone mit etwa 27.000 Mann, 1300 Mann Kavallerie und 60 Kanonen auf, wobei ihre Waffen moderner waren. Die russischen Verteidigungsstellungen wurden aus zwei Stoßrichtungen angegriffen – von Norden und von Süden. Bis zum Abend wurden 12 Angriffe durchgeführt, die aber alle ohne Erfolg blieben.
Am 22. August versuchten die Türken, die Stellungen der Russen zu umgehen. Aber auch die danach folgenden Angriffe blieben ohne Erfolg für die Türken. Der 23. August war der entscheidende Tag für die Verteidigung des Schipka-Passes. Süleiman Pascha warf alle seine Reserven in den Kampf. Seine Angriffspläne wurden von seinen britischen Militärberatern ausgearbeitet. Süleiman Pascha war entschlossen, den Gegner spätestens bis zum nächsten Tag zu vernichten, und befahl deshalb ununterbrochene Angriffe. Die Aufmerksamkeit der Russen sollte durch Scheinattacken abgelenkt werden. Der Plan schlug jedoch fehl. Die Verteidiger hielten in erbitterten und verlustreichen Kämpfen stand, obwohl sie nicht genügend Munition und Lebensmittel hatten.
Die verlustreichen Stürme gegen den Schipkapass werden allgemein als großer taktischer Fehler der türkischen Heeresleitung gewertet. Zudem war eine große Anzahl türkischer Truppen an der Schwarzmeerküste stationiert, fast ohne an irgendwelchen militärischen Operationen beteiligt zu sein. In der letzten Schlacht am Schipkapass (ab 5. Januar 1878) konnte die russische Westarmee
unter Gurko die verbliebenen türkischen Kräfte umgehen und zusammen mit der zentralen Gruppe unter General Fjodor Radezki zur Kapitulation zwingen.

### Entscheidung bei Plewna (Plewen)

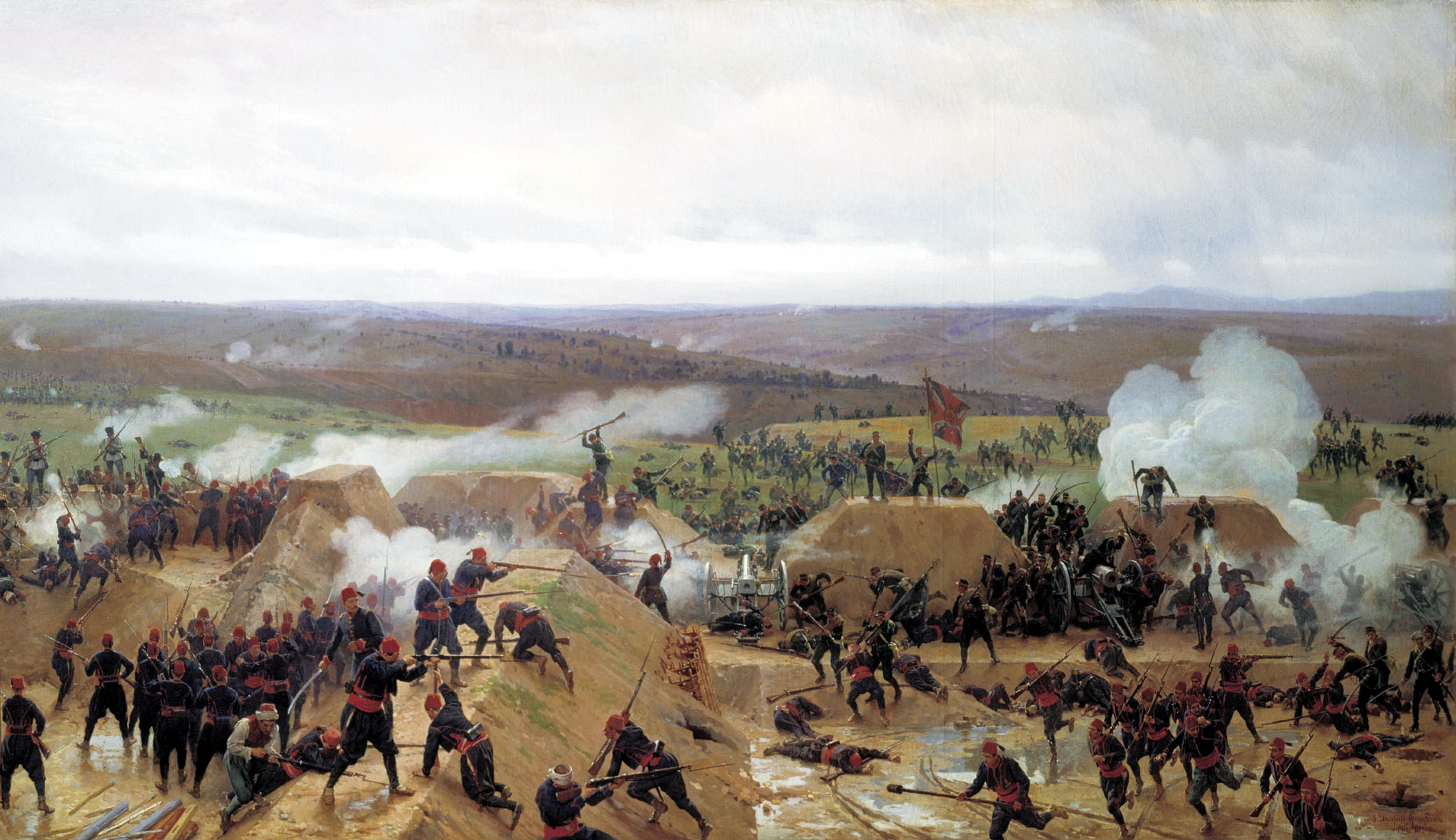
Nikolai Dmitrijew-Orenburgski: Die Eroberung des Grivitza-Redout bei Plewen, 1885

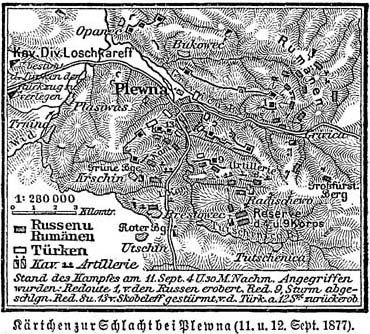
Zeitgenössische deutsche Karte zur Schlacht von Plewen

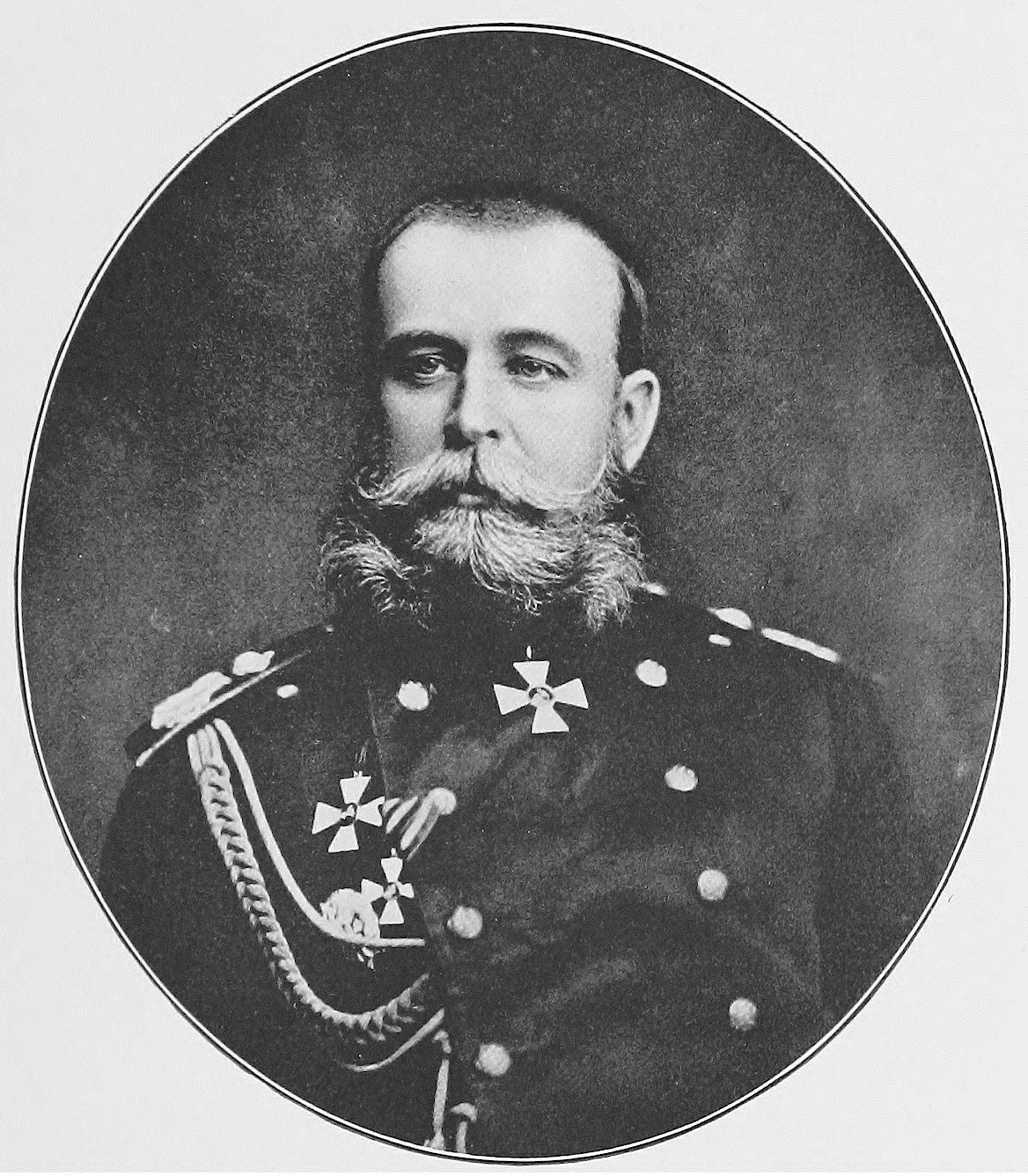
Michail Skobelew

Am 30. Juli begann General Krüdener mit etwa 35.000 Mann (IV. und IX. Armeekorps) die Zweite Schlacht von Plewen. Der Schlüssel der türkischen Verteidigung lag im Abschnitt der Griwitza-Schanze, hier wurden 18 Bataillone und 80 Geschütze eingesetzt. Der rechte Flügel war in zwei Angriffskolonnen aufgeteilt, eine aus dem Norden und eine aus dem Osten. Der Angriff am rechten Flügel scheiterte vollständig, der linke Flügel unter General Schachowskoi marschierte mit der 1. Brigade der 32. Division zunächst ohne Feindberührung gegen Radischewo vor. Osman Pascha organisierte die Verteidigung der Stadt sehr geschickt und konnte zwei russische Großangriffe abschlagen.
Die Türken ließen im August die günstige Gelegenheit zu einem Gegenangriff verstreichen, als Osman Pascha durch Hifzy Pascha mit 12.000 Mann verstärkt worden war und die noch entmutigte russische Armee vielleicht an die Donau hätte zurückdrängen können. Der russische General Michail Skobelew übernahm unter Generalleutnant Zotow das taktische Oberkommando und begann nach Ankunft rumänischer Verstärkungen unter General Alexandru Cernat am 11. September die dritte Schlacht von Plewen. Osman Pascha entriss dem Gegner am 12. September durch einen energischen Gegenstoß alle am Vortag verlorenen Schanzen, bis auf die Griwitza-Schanze. Da die Russen die starke Festung Plewen bis 17. September nicht im Sturm einnehmen konnten, entschieden sie sich für die Belagerung der Stadt, deren vollständige Einschließung erst am 6. Oktober erreicht werden konnte. General Eduard Totleben wurde mit der Oberleitung der Belagerungsarbeiten vor Plewen betraut. Die Russen und Rumänen schnitten der türkischen Garnison in der Stadt alle Versorgungswege ab und hungerten die osmanischen Soldaten aus.
General Gurko erhielt den Auftrag, die rückwärtigen Verbindungen des bei Plewen stehenden türkischen Heeres unter Osman Pascha zu unterbrechen und dessen Einschließung zu vollenden. Anfang September gelang es, die 40 km südlich gelegene türkische Garnison von Lowetsch zu zerschlagen; ein Entsatzunternehmen Osmans Pascha kam zu spät und musste sich auf Plewna zurückziehen. Durch den Verlust des Platzes Lowetsch war die wichtige Nachschublinie der Festung nach Philippopel und zudem die Verbindung mit der Balkan-Armee unter Süleiman Pascha verloren gegangen. Am 24. Oktober siegte General Gurko nochmalig in der Schlacht von Gorni-Dubnik und festigte damit von Süden her den Einschließungsring um Plewen endgültig.

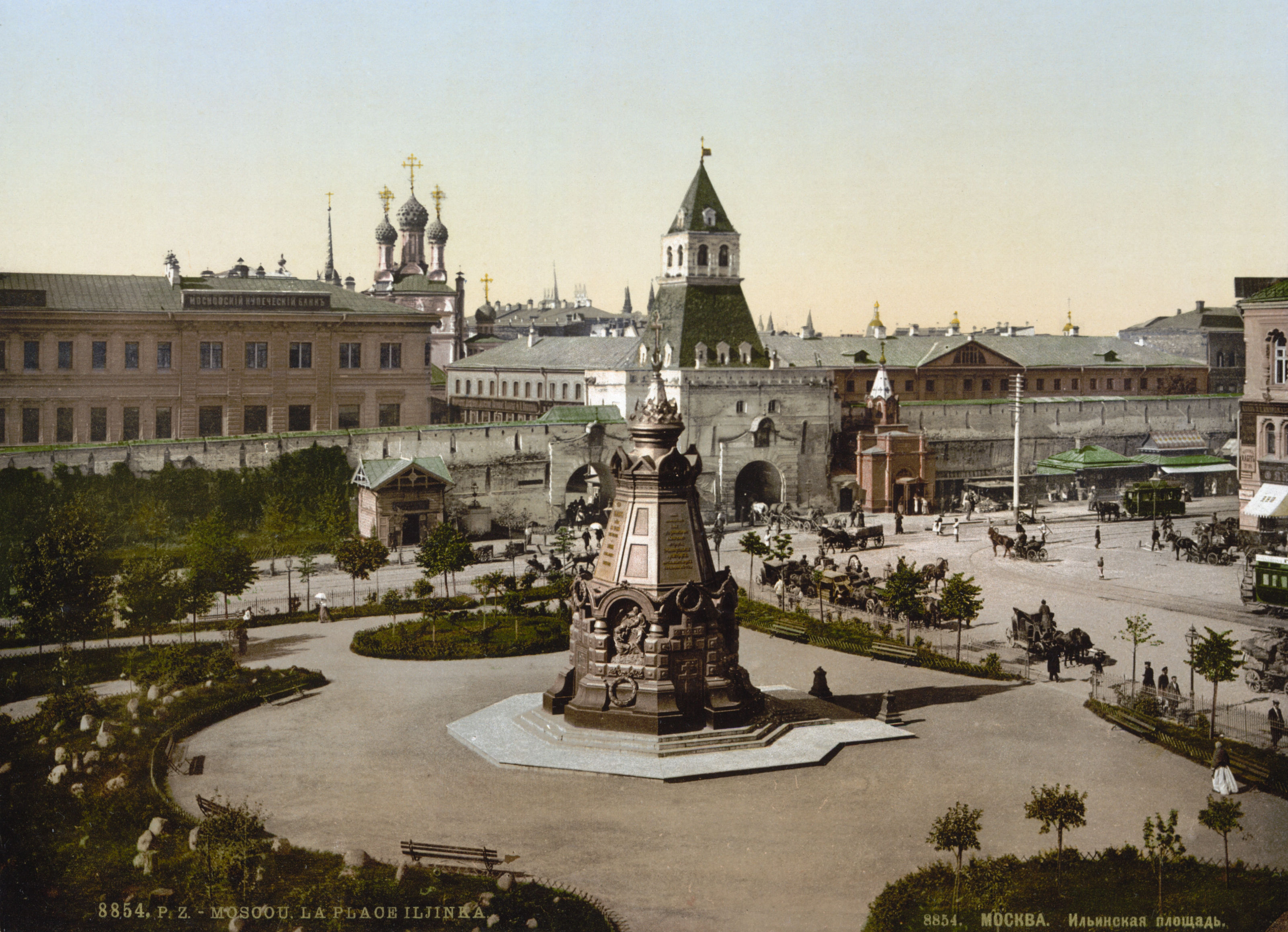
Das Monument für die Einnahme von Plewen in Moskau

In der Nacht des 9. Dezember (28. November) 1877 unternahmen die Türken einen erfolglosen Ausbruchsversuch in Richtung Opanez. Nach fünfmonatiger Belagerung musste sich die 43.000 Mann starke türkische Armee unter Nuri Pascha Osman der russischen Armee bei Plewen ergeben. Der Zar, Großfürst Nikolai Nikolajewitsch, Fürst Carol von Rumänien und General Skobelews Truppen zogen am 12. Dezember 1877 in Plewen ein. Zar Alexander II. kehrte am 15. Dezember nach Sankt Petersburg zurück und teilte die freigewordenen Truppen zwischen der Westarmee unter Gurko und dem Korps Radezki auf. Von den türkischen Gefangenen kehrten später nur 10.000 heim. Die Russen verloren insgesamt etwa 30.000 Soldaten bei Plewen.

### Zweiter Balkan-Übergang Gurkos

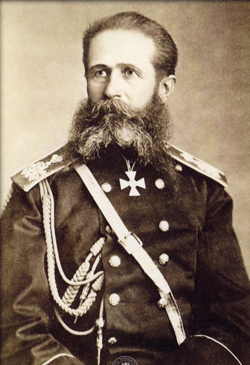
General Josif Gurko, Befehlshaber der russischen Westarmee

Am 10. Dezember 1877 kapitulierte die Festung Plewen vor den russischen und rumänischen Belagerungstruppen und machte beträchtliche russische Truppen frei. Die Westarmee unter General Gurko wurde auf etwa 71.000 Mann, 40 Eskadronen und 206 Geschütze verstärkt und begann den zweiten Vormarsch über den Balkan.
Gurko war für seinen zweiten Balkan-Übergang neben seinen drei Garde-Divisionen das vor Plewen freigewordene IX. Armeekorps (5. und 31. Division) unter General Krüdener zugewiesen worden. Der neue Vormarsch erfolgte in drei Kolonnen: Die mittlere Hauptkolonne, die sich in Vraces sammelte, kommandierte Generalleutnant Schuwalow (1. und 3. Garde-Division unter den Generalen Rauch und Katalei). Die rechte Kolonne unter General Weljaminow (31. Division) rückte über den Umurgas-Pass nach Curjak vor. Die linke Kolonne gebildet durch die 2. Garde-Division, welche jetzt von Generalleutnant Dandeville geführt wurde, hatte an der Westseite des Gebirges bei Baba-Gora auf Bunovo vorzurücken. General Krüdener hatte derweil mit den restlichen Truppen die türkische Araba-Konak–Höhenstellung bis Ende Dezember unter Feuer zu halten.
Im Westen waren zur Sicherung der linken Flanke auch die Serben am 13. Dezember in den Krieg eingetreten, hatten am 28. Dezember Pirot genommen und waren über die Morawa gegangen um am 23. Dezember die Belagerung der Festung Nisch zu beginnen. Am 31. Dezember und 1. Januar erzwangen Gurkos Truppen im Kampf mit den türkischen Truppen unter Shakir Pascha den Durchmarsch am Araba-Konak Pass während gleichzeitig die Garde-Divisionen in der Schlacht von Taschkesen und Etropol den Durchmarsch über den Slatitza-Pass erkämpften. Die osmanischen Truppen unter Mehemet Ali gerieten dadurch, von drei Seiten bedrängt, in Gefahr eingekesselt zu werden und mussten sich in südwestliche Richtung auf Küstendil zurückziehen. Darauf konnte Gurko am 23. Dezember 1877 (4. Januar 1878) kampflos in Sofia einziehen. Von Sofia aus zog General Gurko im Süden des Balkangebirges entlang, um die noch haltende osmanische Verteidigung vor dem Schipka-Pass im Rücken aufzurollen.
Zwei Wochen später als Gurko, begann auch das VIII. Armeekorps unter Generalleutnant Radezki seinen Angriff. Der Schipkapass, wo die Russen seit über fünf Monaten festlagen, sollte endlich fallen. Die von den Türken gehaltene Stellung hatte einen Umfang von etwa 7,5 km und bestand aus 14 Redouten, dazwischen lagen gut ausgebaute Infanteriegräben. Die Ankunft von General Skobelew mit der 16. und 30. Division und die 3. und 4. Schützen-Brigaden bei Gabrowa Anfang Januar, verstärkte Radezki auf 74 Bataillone mit etwa 56.000 Mann. Vom 5. bis 9. Januar 1878 kam es zur vierten und letzten Schlacht, welche den Osmanen eine weitere vernichtende Niederlage brachte. Am selben Tag begannen Truppen der Armeegruppe Radezki (Divisionen der Generäle Skobelew und Swjatopolk-Mirski) mit ihren Angriff und besiegten die 30.000 Mann starke Armee von Wesel Pascha in der Schlacht von Scheinowo. Inzwischen startete auch die ehemalige russische Rustschuk-Gruppe unter dem Kommando des Thronfolgers Alexander Alexandrowitsch eine Offensive, die nur mehr auf wenig Widerstand der Türken traf. Am 14.(26.) Januar besetzte diese Gruppe Razgrad und am 15.(27.) Januar Osmanbazar. Die Truppen des XIV. Korps, die in Dobrudscha operierten, besetzten am 15. Januar (27.) die stark befestigte Linie Haji-Oglu-Bazardschik.
Gurkos Truppen siegten am 17. Januar in der Schlacht von Plowdiw (1878) und konnten den Vormarsch nach Edirne (Adrianopel) fortsetzen. Die russische Armee stand nur noch 20 km von Konstantinopel entfernt, die vollständige Besetzung Ostthrakiens schien greifbar. Wie schon im Russisch-Türkischen Krieg 1828–1829 eroberten die Russen Edirne am 20. Januar und marschierten diesmal direkt auf Istanbul weiter. Die Perspektive der Eroberung der Meerengen durch die Russen beunruhigte die Briten sehr stark. Die Briten entsandten ihre Flotte an den Bosporus und drohten Russland mit einer Kriegserklärung, falls sie ihre Offensive weiter fortsetzen würden. Geschwächt durch den Krieg, konnte sich Russland keinen Fortsetzungskrieg gegen die Briten leisten. Die Russen stoppten ihre Offensive in San Stefano (heute Yeşilköy, einem westlichen Vorort Istanbuls am Marmarameer).
Unter dem Druck der Großmächte musste Russland am 19. (31.) Januar einen Waffenstillstand mit dem Osmanischen Reich abschließen, wodurch die Kämpfe beendet wurden.

### Zivile Verwaltung in den bulgarischen Gebiete
Nachdem die bulgarischen Gebiete während des Krieges von der russischen Armee befreit worden waren, wurden sie zunächst von einer provisorischen russischen Verwaltung verwaltet, die im April 1877 eingerichtet wurde. Sie unterstand der russischen Armee und wurde von Wladimir Tscherkasski und nach seinem Tod von Alexander Dondukow-Korsakow geleitet. Der Vertrag von Berlin (1878) sah die Beendigung dieser provisorischen russischen Verwaltung im Mai 1879 vor (Artikel 6. und 7.), als das Fürstentum Bulgarien und Ostrumelien gegründet wurden. Die Hauptziele der provisorischen russischen Verwaltung waren die Sicherung von Frieden und Ordnung und die Vorbereitung einer Wiederbelebung des bulgarischen Staates.

## Der Frieden von San Stefano
Ende Januar 1878 bat das Osmanische Reich im Waffenstillstand von Edirne um den Abschluss eines Friedensvertrages. Am 3. März 1878 wurde in dem Städtchen San Stefano der Friedensvertrag von San Stefano unterzeichnet. In diesem Vertrag wurde das Osmanische Reich zu großen Zugeständnissen gezwungen. Es musste die Unabhängigkeit Rumäniens, Serbiens, Montenegros und Bulgariens anerkennen. Ferner trat das Osmanische Reich die Provinz Kars am Rande des Kaukasus an das Russische Reich ab. Allerdings wurde das Ergebnis des Friedens drei Monate später in den Verhandlungen des Berliner Kongresses zu Ungunsten Russlands teilweise zurückgenommen, besonders hinsichtlich der Schaffung eines großbulgarischen Staates.

## Einmischung der Großmächte im Berliner Kongress

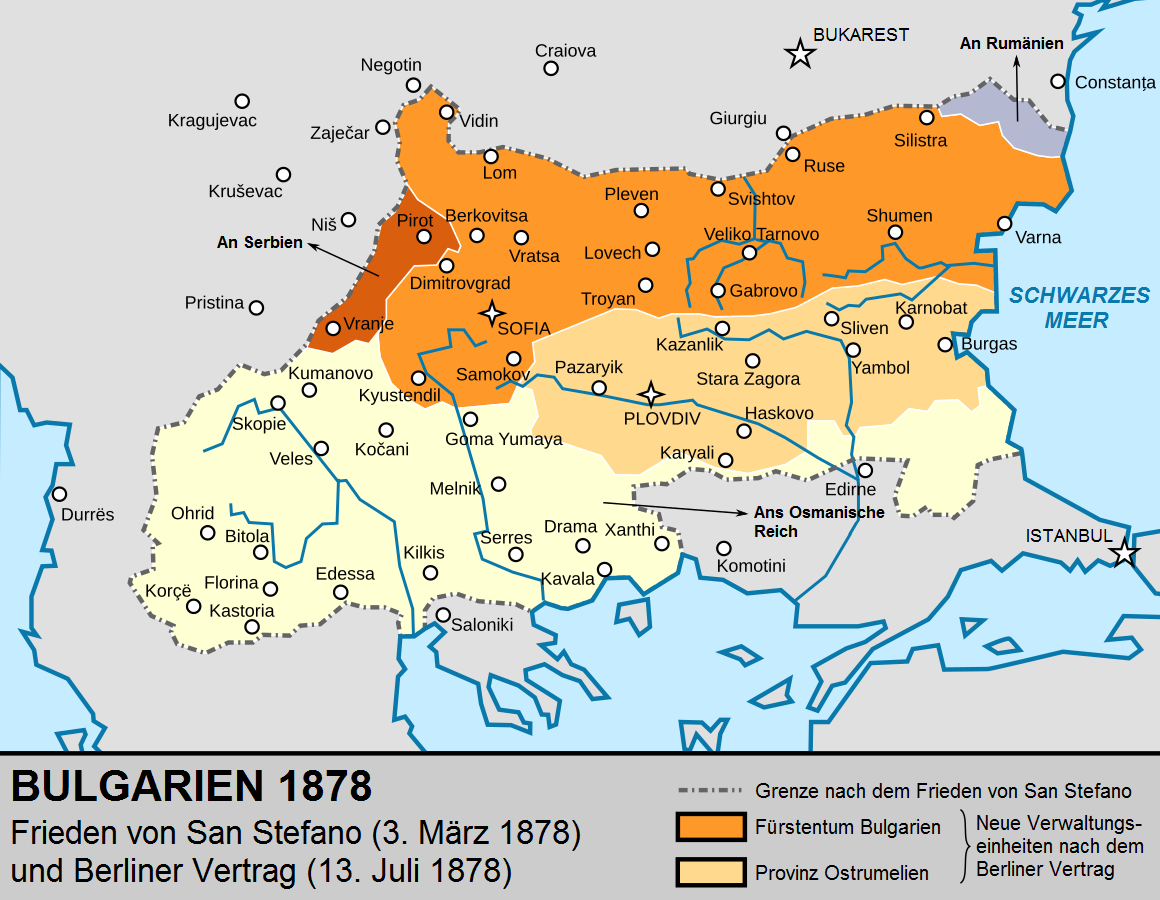
Karte von Bulgarien – 1878 – Grenzen nach dem Frieden von San Stefano (3. März 1878) und dem Berliner Kongress (Juni 1878).

Alarmiert über die Vergrößerung des russischen Einflusses auf dem Balkan forderten besonders Großbritannien und Österreich eine Revision der Bedingungen von San Stefano. Allen voran sah Großbritannien seine Stellung im Mittelmeer, seine Route nach Indien über den Suez-Kanal und den Bestand des Osmanischen Reiches als Gegengewicht gegen eine russische Hegemonie benroht. Österreich-Ungarn war beunruhigt über Russlands Machtzunahme auf dem Balkan. Das vom Krieg wirtschaftlich und militärisch geschwächte Russische Reich konnte sich die Fortführung des Krieges nicht leisten und musste dem Druck Großbritanniens nachgeben, das mit Krieg drohte und dessen Mittelmeerflotte bereits vor den Dardanellen bereit war, einzugreifen. Auf dem von Otto von Bismarck organisierten Berliner Kongress wurden neue Bedingungen ausgehandelt. Die größte Änderung betraf Bulgarien, das in drei Teile zerlegt wurde, was früheren Geheimvereinbarungen der Deutschen, Österreicher, Franzosen und Briten entsprach, nach denen ein größerer slawischer Staat auf dem Balkan verhindert werden sollte. Der nördliche und der östliche Teil wurden in zwei Fürstentümer Bulgarien und Ostrumelien unterteilt. Jene Region Makedoniens, die an das ägäische Meer reichte, wurde Bulgarien entzogen und wieder unter osmanische Verwaltung gestellt.
Auf den Kriegsausgang folgte die rapide Verminderung der muslimischen Bevölkerung in Bulgarien. Bis 1882 flüchtete über eine halbe Million Menschen in das Osmanische Reich, weitere 250.000 starben.
In Russland löste die Revision des Friedens von San Stefano eine große Enttäuschung und Verbitterung aus, die vor allem gegen die Deutschen gerichtet war. Man fühlte sich um die Früchte eines verlustreichen Krieges betrogen, in dem viele freiwillig für die Befreiung der Slawen und der Rückeroberung Konstantinopels für die orthodoxe Christenheit kämpften.

## Kulturelle und politische Rezeption
Während des Krieges malte der an der Front anwesende russische Maler Wassili Wereschtschagin zahlreiche Bilder zum Krieg.
Mit dem russisch-türkischen Krieg von 1877–1878 befasst sich unter anderen das Buch Türkisches Gambit von Boris Akunin, in dem sich der junge Spion Erast Fandorin ein geheimdienstliches Duell mit dem türkischen Top-Spion Anwar Pascha liefert. 2005 wurde das Buch in Russland verfilmt.

Reiterdenkmal des Befreier-Zaren in Sofia

Der russisch-türkische Krieg von 1877–1878 beendete die 500-jährige türkische Herrschaft über Bulgarien und führte zur Schaffung des Dritten Bulgarischen Staates (Трета българска държава). Er wird deshalb in Bulgarien als Befreiungskrieg von 1877/78 bezeichnet und als ein zentrales Ereignis der bulgarischen Geschichte wahrgenommen. Auf diesem Ereignis gründete sich die traditionelle Freundschaft zwischen Bulgaren und Russen, zumal beide Völker Slawen sind. Seit dieser Zeit spricht man in Bulgarien traditionell von den „Befreier-Brüdern“.
Im Zentrum von Sofia, gegenüber der Volksversammlung, steht ein Reiterdenkmal des „Befreier-Zaren“. Zu Ehren der Toten des russisch-türkischen Krieges von 1877–1878 wurde im Zentrum von Sofia die Alexander-Newski-Kathedrale (mit zwei goldenen Kuppeln) errichtet (Planungsbeginn 1880, Grundsteinlegung 1882, Hauptbauphase 1904–1912).
Mit dem russisch-türkischen Krieg ging die Periode der bulgarischen Wiedergeburt nach 100 Jahren, die mit dem Erscheinen des bulgarischen Geschichtsbuches Istorija Slawjanobulgarskaja von Paisi Chilendarski begann, zu Ende.
Auch in Rumänien, Serbien und Montenegro wird dieser Krieg als Befreiungskrieg betrachtet, da er für diese Länder die volle nationale Eigenständigkeit brachte.